# Seas Beneath
Seas Beneath is een Amerikaanse oorlogsfilm uit 1931 onder regie van John Ford. De film werd destijds in Nederland uitgebracht onder de titel Het geheime commando.

## Verhaal
In 1918 is Robert Kingsley de commandant van een schip dat de Duitse onderzeeër van baron Von Steuben moet vernietigen. Op de Canarische Eilanden leert Kingsley Anna Marie von Steuben kennen. Hij weet niet dat zij de zus is van zijn tegenstander.

## Rolverdeling
| Acteur          | Personage              |
| --------------- | ---------------------- |
| George O'Brien  | Robert Kinsley         |
| Marion Lessing  | Anna Marie von Steuben |
| Mona Maris      | Lolita                 |
| Walter C. Kelly | Mike Costello          |
| Warren Hymer    | Kaufman                |
| Steve Pendleton | Richard Cabot          |
| Walter McGrail  | Joe Cobb               |
| Larry Kent      | Luitenant McGregor     |
| Henry Victor    | Ernst von Steuben      |
| John Loder      | Franz Shiller          |